# Catahoula
Catahoula – jednostka osadnicza w Stanach Zjednoczonych, w stanie Luizjana, w parafii St. Martin.